# Orlov (Slovacchia)
Orlov (in ungherese Orló) è un comune della Slovacchia facente parte del distretto di Stará Ľubovňa, nella regione di Prešov.